# Wilson-Piedmont-Gletscher
Der Wilson-Piedmont-Gletscher ist ein Vorlandgletscher an der Scott-Küste des ostantarktischen Viktorialands. Er erstreckt sich vom Granite Harbor bis zum Marble Point. 
Entdeckt wurde er durch Teilnehmer der Discovery-Expedition (1901–1904) unter der Leitung des britischen Polarforschers Robert Falcon Scott. Benannt ist er nach Edward Wilson (1872–1912), Chirurg und Illustrator der Expedition, der gemeinsam mit Scott und drei Begleitern im Rahmen der Terra-Nova-Expedition (1910–1913) auf dem Rückmarsch vom Südpol zum Basislager ums Leben kam.